# أنطون فورستر
أنطون فورستر (بالإنجليزية: Anton Forrester)‏ (11 فبراير 1994 بليفربول في المملكة المتحدة - ) هو لاعب كرة قدم بريطاني في مركز الهجوم. لعب مع بلاكبيرن روفرز ونادي بوري ونادي موركامب.

## وصلات خارجية
- أنطون فورستر على موقع قاعدة بيانات كرة القدم.إي يو (الإنجليزية)